# Nupserha infantula
Nupserha infantula là một loài bọ cánh cứng trong họ Cerambycidae.